# ۱۲۰۶ (قمری)
۱۲۰۶ (قمری)، هزار و دویست و ششمین سال در گاهشماری هجری قمری است. اول محرم این سال برابر با سی و یکم اوت سال ۱۷۹۱ میلادی است.